# Buchholz (Westerwald)
Pour les articles homonymes, voir Buchholz.
Buchholz (Westerwald) est une ville allemande située en Rhénanie-Palatinat, dans l'arrondissement de Neuwied.

## Jumelage
- Hegykö (Hongrie)